# Тарновский, Иероним
[[Граф[ (титул)|]] Иероним Ян Тарновский (пол. Hieronim Tarnowski; 12 августа 1884, Краков — 31 октября 1945, там же) — польский публицист, политический деятель.

## Биография
Представитель польского дворянского рода Тарновских герба «Лелива». Единственный сын Станислава Костки Тарновского (1837—1917) и Розы Марии Августы Браницкой (1854—1942).
Он получил тщательное образование. Изучал лесное хозяйство в Мюнхене. Был знатоком польской и иностранной литературы и истории. После начала Первой мировой войны воевал в рядах Австро-Венгерской армии во 2-м полку лансьеров герцога Шварценберга. В июле 1915 года он вместе с женой вернулся в Краков, где был произведен в обер-лейтенанты и занял комендатуру двух военных госпиталей, которыми руководил до конца войны. Участник, в звании лейтенанта, Польско-чехословацкой войны за Тешинскую Силезию. При во время Советско-польской войны был в 8-м Уланском полку князя Юзефа Понятовского, а затем стал адъютантом генерала Максима Вейганда. После войны занялся восстановлением разрушенного во время боев дворца в Руднике-над-Санем, в 1922 году владел земельными поместьями площадью 11 370 га.
Он был одним из основателей Консервативной партии. Иероним Тарновский был также издателем, вместе с Константином Broel-Platerem, а позже самостоятельно; и одним из редакторов рукописного konserwatywno-monarchistycznego «PRO Fide, Rege et Lege» (1926—1928), продолжающего традиции: «Бюллетеня Партии Консервативного» (1923—1925).
После начала Второй мировой войны Иероним Тарновский занялся подпольной деятельностью. Он скрывал несколько евреев (среди них профессор Людовик Эрлих), а в октябре 1939 года ненадолго ухаживал за полковником Тадеушем Коморовским. После вступления советских войск, в октябре 1944 года, по решению вновь установленной власти, он был экспроприирован, вынужден покинуть имение и получил запрет на возвращение. Сначала он нашел убежище в доме егеря своего зятя в имении Ропчицкая Гора. Затем он переехал в Краков, где под опекой семьи, он оставался до конца жизни. Похоронен на Раковицком кладбище.

## Семья
8 июля 1914 года в Кракове Иероним Тарновский женился на Ванде Замойской (15 сентября 1892 — 14 декабря 1965), дочери графа Стефана Замойского (1837—1899) и Софии Потоцкой (1851—1927). У супругов было трое детей:
- София Мария Роза Тарновская (16 марта 1917 — 22 ноября 2009), 1-й муж с 1937 года граф Анджей Тарновский (1909—1978), 2-й муж с 1945 года Иван Уильям Стэнли-Мосс (1921—1965).
- Станислав Костка Стефан Ян Тарновский (16 сентября 1918 — 4 апреля 2006), 1-я жена с 1939 года Софья Сесилия Jaksa-Chamiec (1919—1968); 2-й муж с 1950 года княгиня Ада Любомирская (1928—2018)
- Артур Ян Тарновский (1 января 1930 — 30 июня 2012), женат с 1980 года на Бриджет Мэри Астор (1948—2017).

## Публикации
- Dziesięciolecie niepodległości, druk. Zakładów Drukarskich W. Piekarniaka, Warszawa, 1929
- O niektórych zbieżnych przejawach życia politycznego we Francji i u nas i o ich konsekwencjach, wydawnictwo własne, Warszawa, 1927.

## Награды
- Крест За оборону Цешинской Силезии II кл. (2 октября 1919)
- Памятная медаль За оборону Цешинской Силезии.